# Franjo Rački

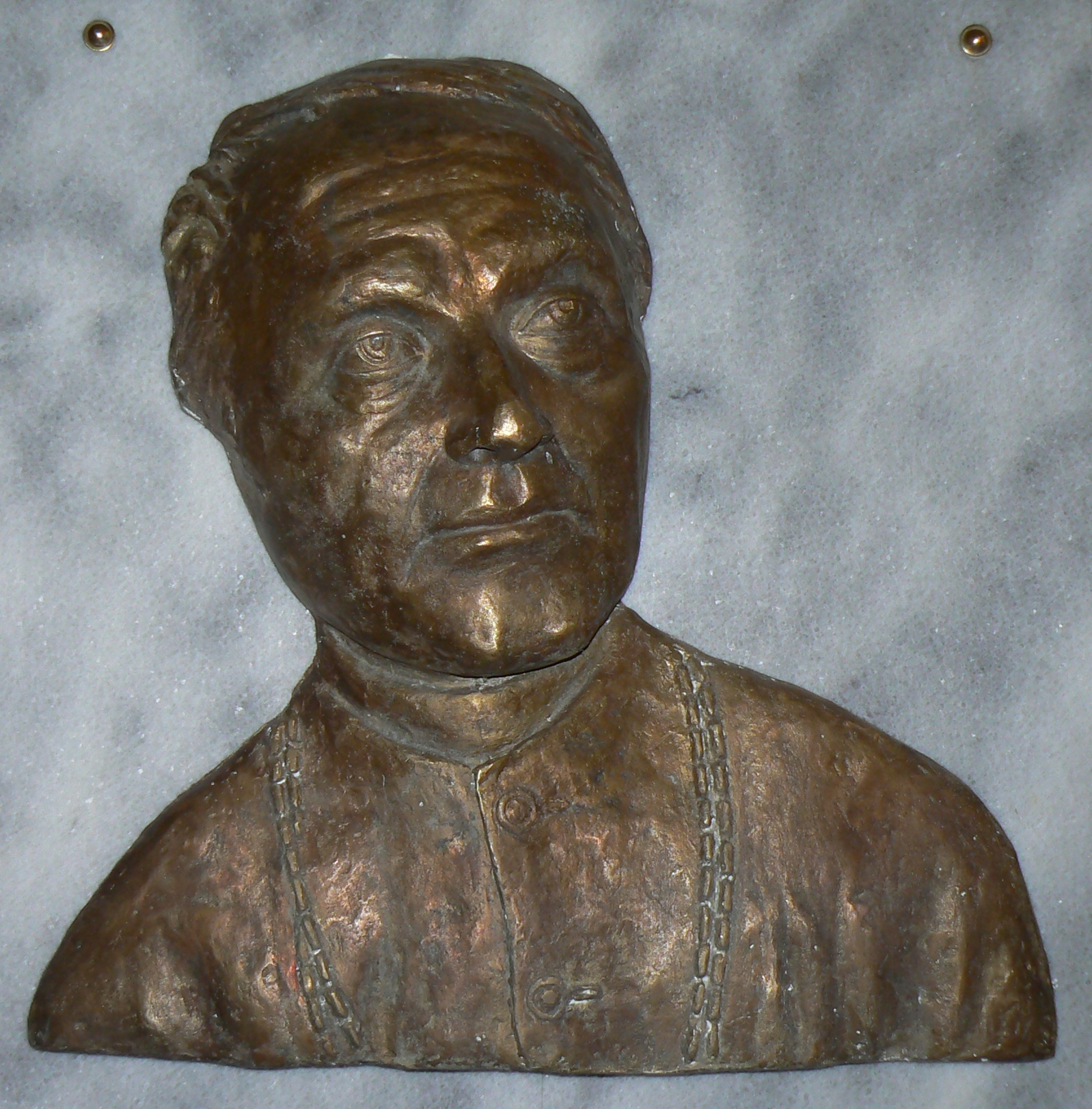
Bas-relief de Franjo Rački à la bibliothèque de l'Académie bulgare des sciences de Sofia

Franjo Rački, né le 25 novembre 1828 à Fužine et mort le 13 février 1894 à Zagreb, est un chanoine, historien, homme politique et écrivain austro-hongrois d'origine croate.
Il a compilé un grand nombre de documents historiques et diplomatiques croates, et, avec Josip Juraj Strossmayer, il a cofondé l'Académie yougoslave des Arts et des Sciences de Zagreb en 1866.
Il a aussi défendu, au sein de l'Autriche-Hongrie, la constitution d'un royaume uni de Croatie, qui aurait été égal de l'Autriche et de la Hongrie, et qui aurait été formé de la Croatie-Slavonie hongroise et de la Dalmatie autrichienne.